# Trachysomus hydaspes
Trachysomus hydaspes là một loài bọ cánh cứng trong họ Cerambycidae.